# Imperial Blaze
Az Imperial Blaze Sean Paul jamaicai énekes negyedik stúdióalbuma. Az albumot 2009. augusztus 18-án adták ki.
A megjelenést eredetileg ugyan 2007 nyarára tervezték The Next Thing címmel, de később 2008 novemberére halasztották.
Az album címének jelentése „királyi tűz”. A címmel kapcsolatban Sean Paul a következőt nyilatkozta:
|  | „"Én nem a király vagyok. Én magam a tűz, a láng, az energia vagyok."” |
|  |                                                                        |

DJ Swerve-vel készített interjújában Sean Paul megerősítette, hogy az albumhoz 60 számot vettek fel, melyből 19 került a végső kiadásba.
Az album előrendelése 2009. július 17-én kezdődött meg. Azok, akik előrendelést adtak le, két digitális zeneszám letöltésére kaptak lehetőséget: a „She Wanna Be Down” és a „Get With It Girl” címűt. On the German iTunes Store "Imperial Blaze" was released on August 14, 2009.
the United Arab Emirates, #5 in Canada, #4 in Switzerland, #15 in Belgium, #17 in Austria, and #17 in Germany.

## Slágerlisták
| Charts (2009)            | Csúcspozíció |
| ------------------------ | ------------ |
| Austrian Albums Chart    | 17           |
| French Albums Chart      | 8            |
| Netherlands Albums Chart | 36           |
| Swiss Albums Chart       | 4            |
| U.S. Billboard 200       | 12           |
| Belgium Albums Chart     | 11           |
| Canadian Albums Chart    | 5            |
| UK Albums Chart          | 4            |
| European Albums Chart    | 20           |
| Rap Albums Chart         | 1            |
| Reggae Albums Chart      | 1            |
| R&B/Hip-Hop Albums Chart | 3            |
| Digital Albums Chart     | 9            |

## Az album
„So Fine” című száma nagy sikert aratott. Az USA-ban a Billboard TOP 100-ban az 50. helyezést érte el.
„Press It Up” című számának videóklipje 2009. szeptember 9-én jelent meg.
Ezeken kívül kislemezt készít még a „Hold My Hand” című számából, amelynek videóklipje december 2-án lett kész.

## Számlista
1. "Intro: Chi Ching Ching"  
2. "Lace It"
3. "So Fine"
4. "Now That I've Got Your Love"
5. "Birthday Suit"
6. "Press It Up"
7. "Evening Ride"
8. "Hold My Hand"
9. "She Want Me"
10. "Daddy's Home"
11. "Bruk Out"
12. "Pepperpot"
13. "Wine Baby Wine"
14. "Running Out of Time"
15. "Don't Tease Me"
16. "Lately"
17. "She Wanna Be Down"
18. "Straight From My Heart"
19. "Private Party"
20. "I Know U Like It"